# Arcades a la plaça Major de Son
Les Arcades a la plaça Major de Son és una obra de Son, al municipi d'Alt Àneu (Pallars Sobirà) inclosa a l'Inventari del Patrimoni Arquitectònic de Catalunya.

## Descripció
Parell d'arcades construïdes amb blocs rectangulars de granit en la part baixa i amb un aparell irregular de petites dimensions i calç en la part superior.
Els arcs són alienats respecte a la façana de la casa veïna, a la qual s'adossen pel nord. A l'extrem sud és visible l'arrencament d'un mur perpendicular. Segurament formaven part d'una construcció amb arcades a la façana, que s'obrien a la plaça major.